# Kate Bashabe
 (avril 2023).
Kate Bashabe de son vrai nom Catherine Bashabe, est une personne publique, reine de beauté et une femme d’affaires rwandaise.

## Biographie
En 2010, Kate Bashabe remporte le concours Miss MTN, devenant ainsi l'ambassadrice de MTN, la compagnie de téléphonie mobile sud-africaine, la même année. En 2012, elle devient Miss Nyarugenge.
Tout en poursuivant ses études secondaires, elle travaille auprès de plusieurs entreprises telles que MTN, Ferwacy et organise des cérémonies de mariage et les événements d'entreprise.
En 2011, Kate Bashabe devient directrice des ventes et du marketing de RAK Ceramics; puis deux ans plus tard, elle crée sa propre entreprise d'importation. Elle importe des marchandises telles que des voitures, des vêtements, des fournitures de maison pour le compte de ses clients. Quelques mois plus tard, elle décide de poursuivre ses rêves d'enfance dans la mode et ouvre la Kabash Fashion House. Elle conçoit notamment des vêtements pour les femmes avec des formes généreuses. 
En 2013, en plein essor, elle ouvre une deuxième boutique où elle se concentre sur l'architecture d'intérieur et l'artisanat africain, le tout sous le label Kabash Fashion House. 
En 2016, Kate Bashabe a été invitée par le gouvernement rwandais, à participer à une exposition internationale aux États-Unis, afin de promouvoir les marques Kabash à l'étranger et d'élargir sa clientèle,.
Elle s'est depuis diversifiée dans l'agriculture et l'immobiier.
Après avoir réussi dans sa carrière professionnelle, Kate Bashabe a décidé de s'occuper de sa communauté. En 2017, elle organise un événement caritatif dans lequel des artistes locaux se sont produits en direct pour financer les besoins des enfants pauvres au Rwanda. Les fonds collectés au cours de cette initiative ont été affectés au soutien de plus de 500 jeunes élèves rwandais. Elle a ensuite mis en place Kabash Cares en 2018, afin de parrainer financièrement et matériellement des élèves dans le besoin.

## Discographie
- 2019 - You and I, Kate Bashabe, Mani Martin, Andy Bumuntu, Christopher, Yvan Buravan, and The Ben - Label: Kate Music[9],[10],[11],[12];